# Baratovita
La baratovita és un mineral de la classe dels silicats. Rep el nom en honor de Rauf Baratovich Baratov (1921-), petròleg soviètic de l'Institut de Geologia de Duixanbe, Tadjikistan.

## Característiques
La baratovita és un silicat de fórmula química KCa₇(Ti,Zr)₂Li₃Si₁₂O36F₂. Cristal·litza en el sistema monoclínic. La seva duresa a l'escala de Mohs es troba entre 5 i 6. És l'anàleg amb titani de l'aleksandrovita. Alguns mineralogistes consideren que la baratovita és OH dominant, el que faria que fos la mateixa espècie que la katayamalita; en aquest cas el nom de la baratovita tindria prioritat.
Segons la classificació de Nickel-Strunz, la baratovita pertany a «09.CJ - Ciclosilicats amb enllaços senzills de 6 [Si₆O18]12- (sechser-Einfachringe), sense anions complexos aïllats» juntament amb els següents minerals: bazzita, beril, indialita, stoppaniïta, cordierita, sekaninaïta, combeïta, imandrita, kazakovita, koashvita, lovozerita, tisinalita, zirsinalita, litvinskita, kapustinita, katayamalita, aleksandrovita, dioptasa, kostylevita, petarasita, gerenita-(Y), odintsovita, mathewrogersita i pezzottaïta.

## Formació i jaciments
Va ser descoberta a la glacera Darai-Pioz, a les muntanyes Alai de la Serralada Tien Shan, a la Regió sota subordinació republicana, Tadjikistan. També ha estat descrita als massissos de Khodzhaachkan i Hodzha-Achkan, tots dos al Kirguizstan, i a l'illa d'Iwagi, a la prefectura d'Ehime, al Japó. Són els únics quatre indrets a tot el planeta on ha estat descrita aquesta espècie mineral.